# Could It Be... Satan? (American Horror Story)
"Could It Be... Satan?" es el cuarto episodio de la octava temporada de la serie de televisión de antología American Horror Story. Se emitió el 3 de octubre de 2018, en FX. El episodio fue escrito por Tim Minear, y dirigido por Sheree Folkson.

## Argumento

### 2021
Michael Langdon (Cody Fern) recuerda su vida anterior con una cuidadora, Miriam Mead (Kathy Bates), una adoradora de Satanás que había envenenado a sus tres últimos maridos. Langdon dice que Mead lo hizo sentir feliz y protegido y le dice al robot Mead que le pidió que tuviera los recuerdos de su cuidador para poder guiarlo.
En otra parte del Outpost, Myrtle Snow (Frances Conroy) y Madison Montgomery (Emma Roberts) explican a una Mallory resucitada (Billie Lourd) y a Coco (Leslie Grossman) que les pusieron hechizos de identidad para protegerlos, bloqueando sus recuerdos de quiénes eran. Cordelia Goode (Sarah Paulson) le dice a Mallory que ella es especial y que las brujas la necesitan para derrotar a Langdon. Langdon aparece ante las brujas y se regodea que ya ha ganado. Langdon dice que cuando termine, todos desearán seguir muertos. Myrtle comenta que no se imaginaba que el mundo terminara con "brujas y brujos".

### 2017
En la Escuela Hawthorne para Jóvenes Excepcionales (que más tarde se convertiría en el Outpost 3), los estudiantes estudian magia con su instructor, Behold Chablis (Billy Porter). Baldwin Pennypacker (BD Wong), John Henry Moore (Cheyenne Jackson) y Ariel Augustus (Jon Jon Briones), el Gran Canciller, esperan a Chablis con un video que muestra la ejecución de un joven Langdon de un detective de la Policía de Los Ángeles durante un interrogatorio después de que Langdon supuestamente apuñaló a un hombre. Ariel cree que Langdon es un hechicero, mientras que Moore piensa que es un caso de posesión demoníaca. Ellos consideran una profecía sobre un Brujo Alfa que podría suplantar a la Bruja Suprema, Cordelia. Ariel visita a Langdon en la cárcel, explicando que estaba defendiendo a su cuidador de un cruel carnicero. Ariel libera a Langdon de su celda y se van a la escuela.
Al llegar, Ariel explica que está bajo tierra porque la casa original de arriba fue destruida por vecinos enojados descontentos con el propósito de la escuela revelado en la estela de la "salida" de Cordelia a la comunidad mágica tres años antes. Ariel lo presenta a los otros estudiantes, diciéndoles que deben hacerlo sentir como si éste fuera su nuevo y verdadero hogar.
Un mes después, los instructores están evaluando el nivel de poder de Langdon. Esperan que califique como "nivel cuatro", lo que lo pone a la par de la bruja suprema. Él excede la primera prueba no sólo localizando un libro escondido dentro de un espejo, sino también recuperándolo. La mayoría está impresionada, pero Moore está preocupado porque no siguió las instrucciones. De manera similar, él es un experto en el examen al teletransportarse sin esfuerzo por toda la sala. Langdon entonces pasa la tercera prueba produciendo nieve cayendo dentro de la habitación, lo que le hace ganar más elogios, pero casi mata la tabla de examen congelando la habitación.
En La Academia de la Srta. Robichaux en Nueva Orleans, Zoe Benson (Taissa Farmiga) enseña a los estudiantes a cambiar el color de una rosa. Cordelia observa a Mallory cambiar el color de la rosa a azul, luego haciendo que los pétalos se caigan y se conviertan en mariposas. Myrtle entra, sacudida, y anuncia que la Escuela Hawthorne para Hombres Jóvenes Excepcionales ha convocado una sesión del consejo de emergencia. Cordelia, Zoe y Myrtle viajan a la Escuela Hawthorne.
En la reunión, Ariel explica que desean que Langdon desafíe a Cordelia por la Supremacía. Mientras las mujeres se burlan de la idea de un hombre Supremo, Ariel insiste en que Cordelia administre las Siete Maravillas para probar a Langdon. Cordelia se niega, diciendo que seguramente condenaría al niño a la muerte, como hizo con la bruja Misty Day. Chablis la castiga por abandonar a Queenie (Gabourey Sidibe) después de su desaparición en Los Ángeles, pero Cordelia responde que encontró el fantasma de Queenie en el Hotel Cortez, jugando a las cartas con el fantasma del fundador del hotel James Patrick March. (Evan Peters). Incapaz de sacar a Queenie de las puertas del hotel, Cordelia se dio cuenta de que el Hotel Cortez era un portal demoníaco que no podía superar. Ariel la llama fanática por ignorar la posibilidad de un Alfa.
Mientras tanto, Langdon tiene una visión del Hotel Cortez. Viaja a Los Ángeles y sale con éxito del hotel con Queenie.
En el submundo, Madison experimenta su propio infierno personal - procesando interminables devoluciones y quejas de una interminable fila de clientes en una tienda por departamentos. Langdon llega y se sorprende al ver que Madison es consciente de su existencia después de la muerte. Queenie aparece y le explica a Madison cómo Langdon ha viajado al inframundo para recuperar a Madison. Langdon dice que necesita a las dos para probar un punto.
En la Escuela Hawthorne, mientras Cordelia y el trío hacen planes para regresar a Nueva Orleans, Cordelia experimenta una extraña sensación. Cuando las mujeres emergen afuera, Langdon las saluda en la superficie con Queenie y Madison. Al ver a las brujas que regresaron, Cordelia se desmaya.

## Recepción
"Could It Be... Satan?" fue visto por 2,02 millones de personas durante su emisión original, y obtuvo una cuota de audiencia de 1,0 entre los adultos de 18 a 49 años.
El episodio recibió la mayoría de las críticas positivas de los críticos, destacando la actuación de Emma Roberts. En el sitio web Rotten Tomatoes, "Could It Be... Satan?" tiene un índice de aprobación del 88%, basado en 16 revisiones con un promedio de 7,53/10. El consenso crítico es el siguiente: "La química del molde y la cantidad justa de humor autodestructivo "Could It Be... Satan?" cuando los mundos chocan y los sueños se hacen realidad."
Ron Hogan de Den of Geek dio al episodio un 4/5, diciendo, "Coven no era mi serie favorita de American Horror Story, pero era una de las mejores de la serie y desde el primer comentario malicioso que salió de la boca de Madison Montgomery, me recuerda por qué Coven es un favorito de los fans. La aparición de las brujas inyecta vida inmediatamente a la serie, e incluso cuando el programa sigue a un grupo de brujos que nunca hemos conocido, hay tensión y química inmediatas entre el grupo que mejora todo lo que tenemos con el grupo de sobrevivientes desparejados antes de Halloween".
Kat Rosenfield de Entertainment Weekly le puso una B+ al episodio. No le impresionaron los hechiceros en general, excepto los miembros del consejo, que los llamaban "un elenco de estrellas de Ryan Murphy faves". Sin embargo, ella apreciaba las escenas con Queenie y Madison, pero también el final del episodio. Finalmente, se preguntaba cuál era el sentido del título del episodio, ya que "Langdon es muy claramente Satanás o al menos adyacente a Satanás en un máximo de un grado". Ziwe Fumudoh de Vulture.com le dio al episodio un 2 de 5, con una revisión mixta. Al igual que Rosenfield, no era una gran admiradora del grupo de hechiceros de los niños, llamándolos "círculos de hechiceros que fabrican pisapapeles", pero admitió que los miembros de su consejo eran "notablemente electos". También criticó el binario de género entre brujas y hechiceros, establecido por el episodio. Sin embargo, todavía disfrutaba de la escena infernal personal de Madison.